# Mali i Kulmakës
Mali i Kulmakës är en bergskedja i Albanien.   Den ligger i prefekturen Qarku i Beratit, i den centrala delen av landet, 90 km söder om huvudstaden Tirana.
Mali i Kulmakës sträcker sig 29,2 km i sydostlig-nordvästlig riktning. Den högsta toppen är Varr i Abas Aliut, 2 416 meter över havet.
Topografiskt ingår följande toppar i Mali i Kulmakës:
- Çuka Partizan
- Maja e Kulmakës
- Maja e Ramiës
- Maja e Tomorit
- Mal Tomor
- Mali i Gostenckës
- Varr i Abas Aliut
- Vlushë

Trakten runt Mali i Kulmakës består till största delen av jordbruksmark.  Runt Mali i Kulmakës är det ganska glesbefolkat, med 27 invånare per kvadratkilometer.